# Greencastle (Indiana)
Greencastle es una ciudad del municipio de Greencastle, condado de Putnam, Indiana, Estados Unidos. Fue fundada en 1821, por el estadounidense de ascendencia irlandesa-escocesa Ephraim Dukes. La nombró así en honor a su ciudad natal, Greencastle, Pensilvania, y fue incorporada al estado en 1822. Se ha convertido en el asentamiento principal del Condado Putnam.
La población era 9880 en el censo 2000. Se localiza cerca de la interestatal 70, entre Terre Haute e Indianápolis, en la porción centro - oeste del estado.

## Educación

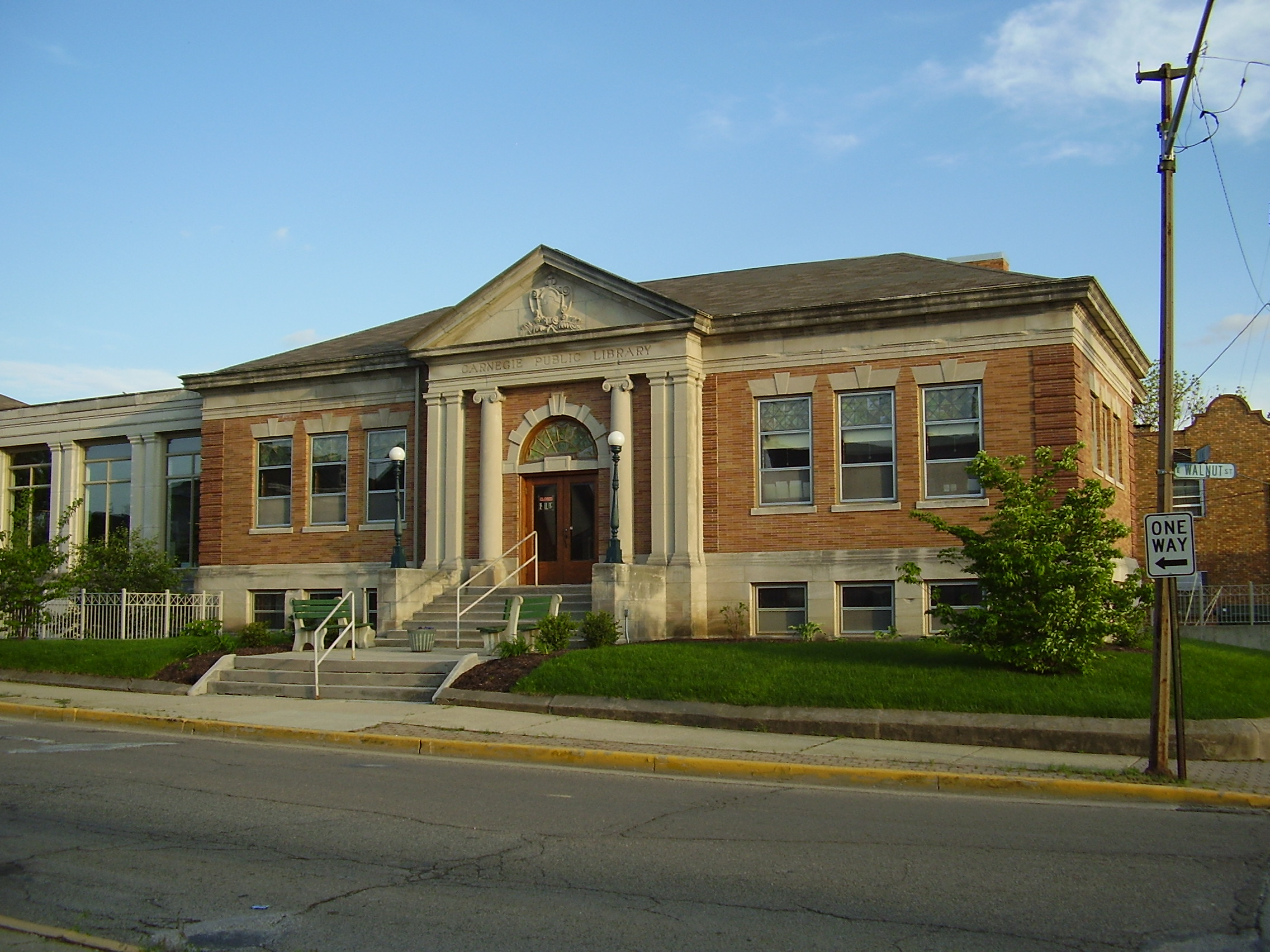
Biblioteca Carnegie, en Greencastle.

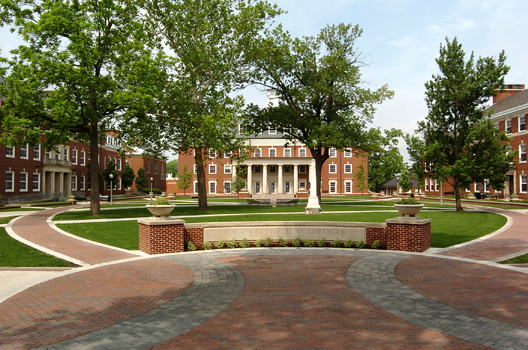
Universidad de Pauw.

Las escuelas públicas de Greencastle son manejadas por la Greencastle Community School Corporation; e incluyen a la Greencastle High School, Greencastle Middle School, Tzouanakis Intermediate School, Martha J. Ridpath Primary School y Deer Meadow Primary School.
La ciudad también cuenta con establecimientos educativos privados como la Peace Lutheran School. Y es la sede de la Universidad DePauw, fundada en 1837 por la Iglesia Metodista, en un principio con el nombre de Universidad Indiana Asbury, en honor al primer obispo estadounidense de la iglesia, Francis Asbury. Se eligió establecer la universidad en Greencastle debido a que la gente de los alrededores había recaudado 25.000 dólares para apoyar su creación.
Greencastle tiene una biblioteca municipal, la biblioteca Carnegie.

## Geografía
De acuerdo a la Oficina del Censo de los Estados Unidos, la ciudad tiene un área total de 13.9 km², de los cuales 13.7 km² son de tierra y 0.1 km² (0.93%) son de agua.

## Demografía
Para el censo del 2000, había 9880 personas y 3353 unidades habitacionales. La distribución racial era 93.3% blancos, 2.4% afroamericanos, 1.3% hispanos, 1.4% asiáticos y 1.5% de otras etnias.